# بلانفوردموش‌ها
بلانفوردموش‌ها (نام علمی: Blanfordimys) نام یک سرده از زیرخانواده ولیان است.